# 黃千歲
黃千歲（Wong Chin Sui，原名：黃芬，1914年—1993年），香港粵劇文武生，原籍廣東省江門市臺山；有「道理芬」之名：為了辯論是非，好與別人爭論道理 到底。
黃千歲在1959年從美國返回香港，與呂楚雲在荃灣演出粵劇，並參演其師傅廖俠懷的首本劇粵語電影《花王之女》（1960年5月18日香港首映）以紀念廖俠懷。。1960年9月與陳錦棠、鳳凰女、任冰兒及梁醒波組成「鳳和鳴劇團」在九龍旺角東樂戲院演出14天粵劇。
1960年12月23日，香港政府輔政司署在憲報，公布核准黃千歲及梁無相（又名梁慕荷）歸化英國國籍。
1964年黃千歲與艷旦譚倩紅組織中型班「千紅劇團」，參與茶果嶺天后誕神功戲演出。1965年12月黃千歲參加「皇上皇劇團」，與鳳凰女、梁醒波、石燕子、梁素琴及張醒非為新界上水「石湖墟商會」籌建會址，在「上水墟球場」演出粵劇。
黃千歲在1966年12月7日因膽管毛病曾進養和醫院，做手術割除膽石。後在1967年2月9日（農曆丁未羊年大年初一）參加「新馬劇團」的演出。不久任香港八和會館的財務主任。
1968年黃千歲因藏有4瓶載有小量鴉片被捕，由於他在審訊時認罪及吸食鴉片被記案底，記錄其在1950年曾被罰款港幣100元，香港島西區裁判署在3月14日他省釋。黃千歲妻子梅芳（梅荔芳）亦因為在香港島西環列提頓道23號藏有鴉片煙，在3月19日被法庭判罰港幣50元簽保及3個月守行為。
20世紀70年代移居加拿大，在1993年3月24日（星期三）早上，黃千歲在加拿大多倫多東區醫院的廁所暈倒，經搶救後不治逝世，享齡79歲，遺下妻子及一子一女。

## 外部連結
- 香港電影資料館：黃千歲演出電影的記錄[永久]
- 香港影庫：黃千歲（黃芬） （页面存档备份，存于）